# بافل نيدفيد
بافيل ندفيد (من مواليد 30 أغسطس 1972) هو لاعب كرة قدم تشيكي. يُعتبر أحد أفضل لاعبي خط الوسط في جيله وواحد من أنجح اللاعبين من التشيك، حصد الألقاب المحلية والأوروبية مع نادي لاتسيو الإيطالي، بما في ذلك كأس الكؤوس، كما لعب مع يوفنتوس، الذي قاده إلى نهائي دوري أبطال أوروبا 2003 .
كان ندفيد لاعبًا أساسيًا في المنتخب التشيكي الذي وصل إلى نهائي يورو 1996، والذي جذب خلاله الانتباه الدولي. كما قاد الفريق الوطني في بطولة أمم أوروبا 2004، حيث خسروا في الدور نصف النهائي من قبل بطل نهائي اليونان، وتم اختيار ندفيد كجزء من فريق البطولة. علاوة على ذلك، ساعد ندفيد فريقه في التأهل لكأس العالم لكرة القدم 2006 للمرة الأولى منذ تفكك تشيكوسلوفاكيا. بسبب أدائه، بالإضافة إلى جولاته السريعة والحيوية خلال المباريات، أطلق على ندفيد لقب "الغضب التشيكي".
فاز ندفيد بجائزة الكرة الذهبية كأفضل لاعب في أوروبا لعام 2003، وكان ثاني لاعب تشيكي يحصل على هذا التكريم والأول منذ تفكك تشيكوسلوفاكيا. خلال مسيرته، حصل ندفيد على عدد من الجوائز الفردية الأخرى، بما في ذلك جائزة القدم الذهبية الثانية في عام 2004، وجائزة أفضل لاعب كرة قدم تشيكي (أربع مرات) والكرة الذهبية (ست مرات). تم تسميته أيضًا من قبل بيليه ضمن قائمة الفيفا لأفضل 125 لاعب كرة قدم حي، وتم وضعه في جائزة اليويفا لأفضل فريق في 2003 و 2004 و 2005. تقاعد بعد موسم 2008-09، بعد 19 عامًا من مسيرته الاحترافية. لعب ندفيد 501 مباراة في الدوري على مستوى النادي (سجل 110 أهدافًا)، ولعب 91 مباراة مع جمهورية التشيك (وسجل 18 مرة).

## مع الأندية

### البدايات
ولد في 30 أغسطس 1972 في قرية خب (التشيك) شمال غرب التشيك ونشأ في قرية سكالنيا ‏ القريبة منها، بدأ مسيرته الكروية في مسقط رأسه تشيكوسلوفاكيا. من مشجعي كرة القدم منذ سن مبكرة، بدأ اللعب لنادي مسقط رأسه تاتران سكالنا في عام 1977 في سن الخامسة. انتقل ندفيد إلى Rudá Hvězda Cheb في عام 1985، ولعب موسمًا واحدًا قبل أن يقضي خمس سنوات مع شكودا بلزي. في عام 1990، تم إعارة نيدفيد إلى دوكلا براغ، وهو نادٍ يديره الجيش، كجزء من خدمنه العسكرية. خلال سنته الأولى في دوكلا براغ، لعب أيضًا مع فريق آخر تابع للجيش. في 28 أكتوبر 1991، لعب ندفيد أول مباراة له مع دوكلا براغ.  ولعب موسم واحد في عام 1991 قبل أن ينهي خدمته العسكرية. وبذلك أنهى إعارته من بلزن. ثم انتقل إلى سبارتا براغ عام 1992. كان من المقرر أن يتلقى بلزن 30٪ من رسوم النقل في حالة انتقال ندفيد إلى نادٍ أجنبي.

### سبارتا براغ
في وقت مبكر من مسيرته في سبارتا، تم طرد ندفيد ثلاث مرات في ست مباريات فقط. مع سبارتا، فاز نيدفيد بلقب الدوري التشيكوسلوفاكي الأول، ولقبين في الدوري التشيكي وكأس التشيك. في عام 1994، تلقى أول استدعاء له مع منتخب جمهورية التشيك. جذب أداءه الانتباه في كأس الأمم الأوروبية 1996، بما في ذلك تسجيله هدف في دور المجموعات ضد إيطاليا. على الرغم من الاتفاق الشفهي مع إيندهوفن، انتقل ندفيد من سبارتا براغ إلى نادي لاتسيو الإيطالي. باع سبارتا ندفيد لأول مرة إلى النادي السلوفاكي كوشيتسه (الذي كان له نفس مالك سبارتا) مقابل رسوم تحويل 1.5 مليون كرونة تشيكية، وعلى الفور، باع النادي نيدفيد إلى لاتسيو. وبالتالي، دفع نادي سبارتا جزءًا صغيرًا فقط من رسوم النقل إلى بلزن. بعد احتجاج بلزن، أمر الاتحاد التشيكي لكرة القدم سبارتا بأن يدفع بلزن 35 مليون كرونة تشيكية كتعويض.

### لاتسيو
ظهر ندفيد لأول مرة في الدوري مع لاتسيو في 7 سبتمبر 1996 في هزيمة 1-0 خارج أرضه ضد بولونيا. سجل هدفه الأول في الدوري للنادي ضد كالياري في 20 أكتوبر 1996، وأنهى موسم 1996-97 بسبعة أهداف. أصبح جزءًا لا يتجزأ من الفريق، حيث سجل أربعة أهداف في ثلاث مباريات في وقت مبكر من موسم 1997-98. كان للنادي 24 مباراة متتالية دون هزيمة من نوفمبر 1997 إلى أبريل 1998، وانتهت بمباراة في الدوري ضد يوفنتوس حيث تم طرد ندفيد. في ذلك الموسم، فاز لاتسيو بكأس إيطاليا 1997-98 ووصل إلى نهائي كأس الاتحاد الأوروبي 1997-98. بدأ ندفيد مع لاتسيو موسم 1998-99 بفوزه في كأس السوبر الإيطالي، حيث سجل ندفيد حيث هزم النادي يوفنتوس 2-1. لعب دورًا في طريق لاتسيو إلى كأس الكؤوس الأخير على الإطلاق، حيث سجل ضد لوزان في الجولة الأولى وفي كلتا ذهاب لاتسيو 7-0 في مباراة ربع النهائي الإجمالية على بانيونيوس. في نهائي كأس الكؤوس الأوروبية 1999، سجل نيدفيد الهدف الحاسم ضد مايوركا في فوز لاتسيو 2-1. كان هذا هو الهدف الأخير للبطولة، والتي تم إيقافها لاحقًا.
كان ندفيد واحداً من أعلى عشرة لاعبين أجراً في الدوري الإيطالي عام 1999. لعب في كأس السوبر الأوروبي 1999 ضد مانشستر يونايتد في بداية الموسم، حيث فاز لاتسيو بالمباراة بهدف واحد. واصل النادي الفوز بلقب دوري الدرجة الأولى الإيطالي وكأس إيطاليا، وأكمل ثنائية محلية في عام 2000 بمساعدة نيدفيد. في عام 2000، فاز بكأس السوبر الإيطالي مع لاتسيو للمرة الثانية. مع سينيشا ميهايلوفيتش، كان ندفيد واحدًا من لاعبي لاتسيو طُردوا في ربع نهائي كأس إيطاليا 2000 الذي أقيم في ديسمبر، حيث خسر حامل اللقب 5-3 في مجموع المباراتين أمام أودينيزي.
لعب ندفيد في دوري أبطال أوروبا مع لاتسيو، وسجل ضد ريال مدريد في التعادل 2-2 في مرحلة المجموعات الثانية قبل إقصاء الفريق الإيطالي. في مباراة لاتسيو الأخيرة في دوري أبطال أوروبا لهذا الموسم، تعرض نيدفيد لانتقادات من قبل مدير ليدز يونايتد ديفيد أوليري لتجرأه على آلان مايبيري (على الرغم من أن الحكم لم يخطئ)، وتلقى تعليقًا لثلاث مباريات من مسابقات أوروبية من اليويفا.
على الرغم من توقيع ندفيد عقدًا جديدًا لمدة أربع سنوات مع لاتسيو في أبريل 2001، حاول النادي بيعه وزميله في الفريق خوان سيباستيان فيرون في ذلك الصيف، مما أثار احتجاجات الجماهير ضد رئيس النادي سيرجيو كراجنوتي. تم بيع اللاعبين في النهاية إلى يوفنتوس ومانشستر يونايتد على التوالي.

### يوفنتوس

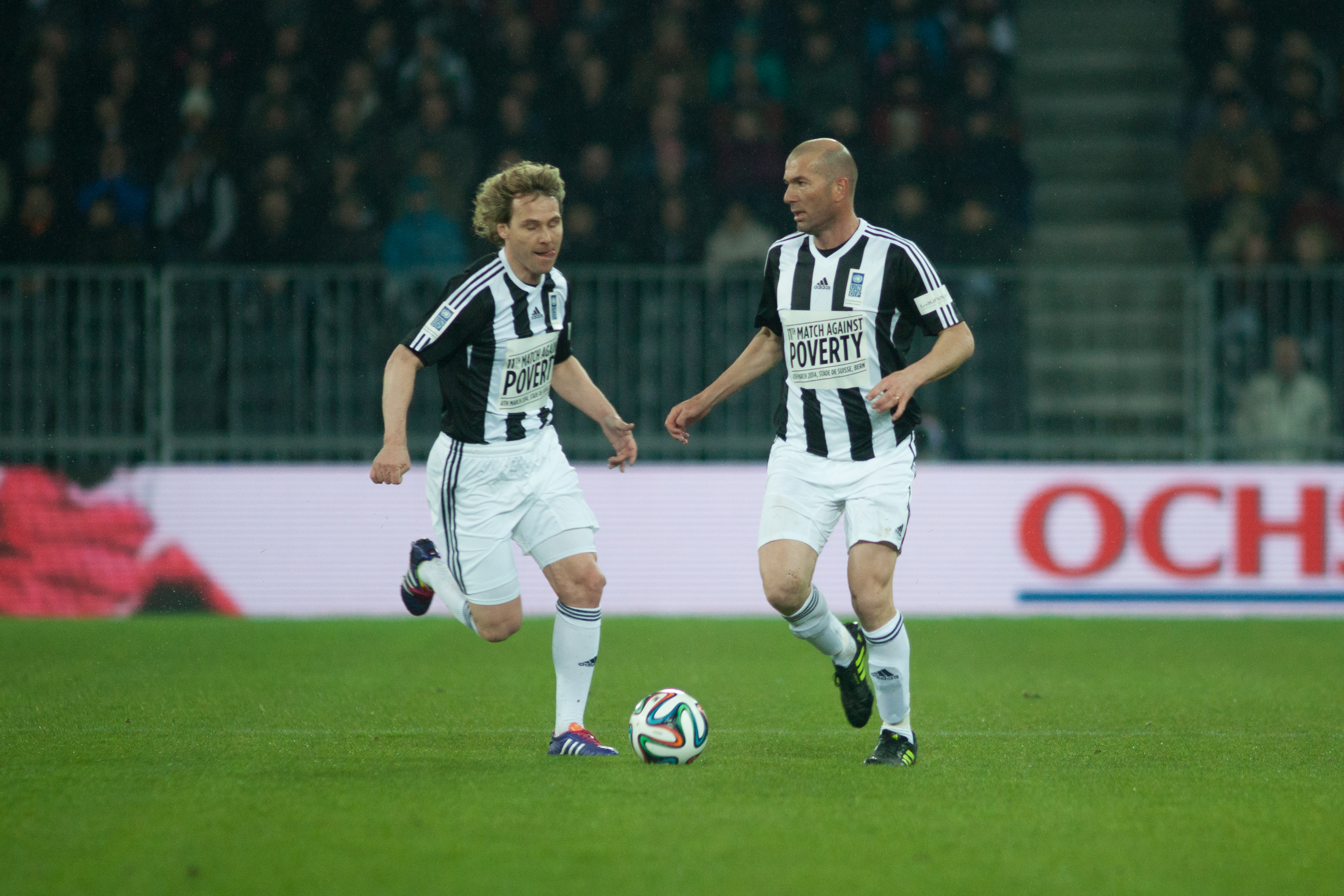
وقع ندفيد (على اليسار) مع يوفنتوس في عام 2001 ليحل محل زين الدين زيدان.

بعد خمسة مواسم مع لاتسيو، كان ندفيد مرتبطًا بشكل تكهني بالعديد من الأندية (بما في ذلك مانشستر يونايتد وتشيلسي) قبل الانتقال إلى يوفنتوس في يوليو 2001 مقابل 75 مليار ليرة (38.7 مليون يورو بسعر الصرف الثابت). في يوفنتوس، حل محل زين الدين زيدان، الذي انتقل إلى ريال مدريد في ذلك الصيف. كان ندفيد لاعباً أساسياً في فريق يوفنتوس 2001–02 و2002–03 الفائزة بالسكوديتو. على الرغم من أنه كان جزءًا كبيرًا من موسم بطولة النادي في عام 2003، إلا أنه كان أيضًا موضوعًا للجدل. انسحب ندفيد من اتحاد لاعبي كرة القدم الإيطاليين احتجاجًا على تقييد الاتحاد للاعبين من خارج الاتحاد الأوروبي؛ بلده الأصلي جمهورية التشيك لم يصبح عضوًا في الاتحاد الأوروبي حتى عام 2004. على الرغم من أنه كان له دور فعال في قيادة يوفنتوس إلى نهائي دوري أبطال أوروبا 2003 ضد ميلان، كان عليه أن يغيب عن المباراة النهائية بسبب تراكم البطاقات الصفراء بعد حجزه في نصف النهائي لخطأ على لاعب خط وسط ريال مدريد ستيف ماكمانامان.
في ديسمبر 2003، تم اختيار ندفيد كأفضل لاعب كرة قدم في العالم من قبل مجلة ورلد سوكر. في وقت لاحق من ذلك الشهر، فاز بجائزة أفضل لاعب في أوروبا على تييري هنري وباولو مالديني، ثاني تشيكي يفوز بالجائزة بعد جوزيف ماسوبست في عام 1962. حصل ندفيد على مزيد من الاعتراف في بلده الأصلي عندما فاز بالكرة الذهبية لعام 2004، التي منحها كتاب الرياضة التشيك، للمرة الخامسة في سبع سنوات.
كان موسم 2004-05 محبطًا للاعب خط الوسط، الذي غاب عن الملاعب لمدة شهرين بسبب إصابات في الركبة والرأس ونظر في الاعتزال لأول مرة في أبريل 2005. على الرغم من فوز يوفنتوس بلقب الدوري الإيطالي في ذلك العام وفي عام 2006، تم إلغاء الألقاب بعد فضيحة التلاعب. بعد موسم 2005-06، الذي انتهى بهبوط يوفنتوس من دوري الدرجة الأولى الإيطالي على الرغم من احتلاله المركز الأول، غادر العديد من النجوم (مثل فابيو كانافارو وليليان تورام) النادي وكان مستقبل اللاعبين الباقين غير مؤكد. بعد نهائيات كأس العالم 2006، بدد ندفيد الشائعات حول رحيله بتكرار رغبته في مساعدة يوفنتوس على استعادة الصعود إلى دوري الدرجة الأولى الإيطالي، مشيرًا إلى عائلته والتزامه بالنادي كأسباب لقراره. حصل على إيقاف خمس مباريات بعد البطاقة الحمراء ضد جنوى في ديسمبر 2006، وكرر تهديده بالاعتزال. ومع ذلك، ظل مع النادي حتى نهاية الموسم وسجل 11 هدفًا في الدوري في دوري الدرجة الثانية 2006-07.

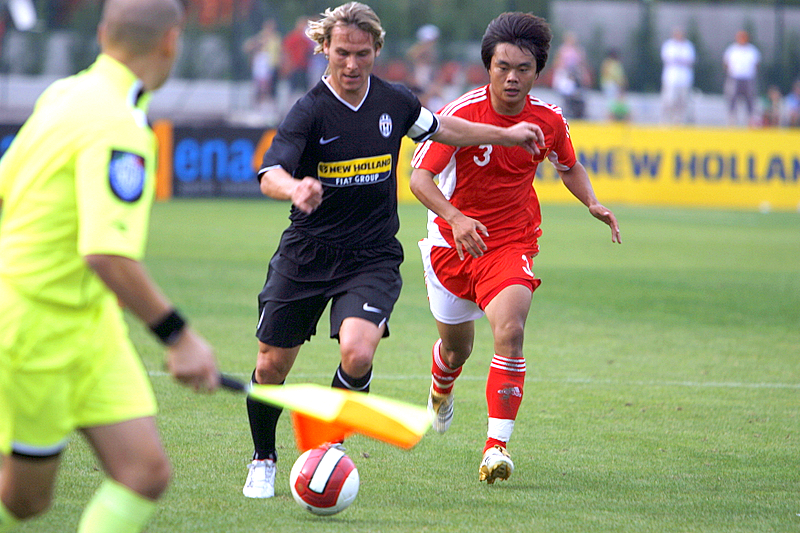
ندفيد يلعب مع يوفنتوس في التدريب، يوليو 2007

لموسم 2007–08، لعب يوفنتوس مرة أخرى في دوري الدرجة الأولى الإيطالي لكرة القدم، ولعب ندفيد بشكل متكرر مع البيانكونيري، وساهم كجناح أيسر الاختيار الأول للفريق وسجل هدفين في ذلك الموسم. كان مرة أخرى مثيرًا للجدل: في نوفمبر 2007، كسرت معالجته للاعب خط وسط إنتر ميلان لويس فيجو شظية فيغو. في أبريل 2008، تم إدخال ندفيد إلى المستشفى طوال الليل بسبب تعرضه لارتجاج في المخ في تصادم مع روبرتو جوانا خلال مباراة ضد باليرمو.
سجل ندفيد هدف يوفنتوس الأول في الدوري في موسم 2008-09 في تعادل 1-1 خارج أرضه مع فيورنتينا، وسجل هدفين ضد بولونيا في الفوز 2-1 خارج أرضه في أكتوبر. في 26 فبراير 2009، أعلن ندفيد أنه سيتقاعد في نهاية موسم 2008-09 لقضاء المزيد من الوقت مع أسرته. في 10 مارس 2009، تم استبداله بسبب الإصابة بعد 12 دقيقة من دور الـ16 من دوري أبطال أوروبا من مباراة الإياب ضد تشيلسي. بسبب اعتزاله الوشيك وخسارة فريقه 3-2 في مجموع المباراتين، كانت هذه آخر مباراة أوروبية له مع يوفنتوس. اعتزل ندفيد نهاية الموسم، وقاد المباراة النهائية ضد فريق لاتسيو السابق وصنع هدف فينتشينزو ياكوينتا للفوز 2-0.

### نادي سكالنيا
في 23 سبتمبر 2017، أُعلن عن نقل ندفيد إلى نادي سكالنيا (FK Skalná)، ومقرها في قريته الأم، قرية سكالنيا. يلعب النادي في 1. فئة B في منطقة كارلوفي فاري (المستوى السابع من التسلسل الهرمي لكرة القدم التشيكية). وقال رئيس النادي: "حلم بافيل أن يلعب مع ابنه والآن سيتحقق". وأضاف أنه يبدو من المحتمل أن مشاركته المخطط لها في 2 يونيو 2018 في مباراة على أرضها ضد TJ Baník Královské Poříči B هي حدث لمرة واحدة، بسبب إقامة ندفيد في إيطاليا وتوظيفه كنائب لرئيس يوفنتوس.  كان ندفيد بالفعل في التشكيلة الأساسية، لكن سكالنيا خسر المباراة على أرضه 1-4، ولم يسجل ندفيد ولا ابنه.

## المسيرة مع المنتخب
بدأ ندفيد اللعب لفرق الشباب الوطنية في تشيكوسلوفاكيا في عام 1988، ممثلاً بلاده في الفئة العمرية أقل من 15 عامًا قبل أن يتقدم إلى 16 و 17 و 18 عامًا. في عام 1992، ظهر لأول مرة مع منتخب تشيكوسلوفاكيا تحت 21 سنة، ولعب سبع مرات بين عامي 1992 و 1993.
ظهر لاعب خط الوسط لأول مرة مع منتخب جمهورية التشيك المعاد تشكيله في يونيو 1994 بفوزه 3-1 على جمهورية أيرلندا. أول بطولة كبرى له كانت يورو 1996، حيث سجل أول هدف دولي كبير له وساعد فريقه في الوصول إلى النهائي. كان أيضًا جزءًا من المنتخب التشيكي الذي احتل المركز الثالث في كأس القارات 1997، بعد فوزه على أوروغواي في مباراة تحديد المركز الثالث. سجل ندفيد هدفين خلال البطولة، وكلاهما جاء خلال فوز جمهورية التشيك 6-1 على الإمارات العربية المتحدة في المباراة النهائية للمجموعة، مما سمح لهم بالتقدم إلى الدور نصف النهائي، حيث خسروا أمام بطل نهائي البرازيل.

### يورو 1996
ندلم يكن من المتوقع أن يكون لجمهورية التشيك تأثير على المنتخب الألماني المفضل في مباراتهم الافتتاحية. أضاع ندفيد فرصتين للتسجيل وكان واحداً من عشرة لاعبين حصلوا على بطاقة صفراء حيث فازت ألمانيا 2-0. ومع ذلك، فقد ساهم بشكل دفاعي، حيث أبعد تسديدة من كريستيان تسيغي خارج الخط.
سجل ندفيد أول هدف دولي كبير له في مباراة بلاده بالمجموعة C ضد إيطاليا، ووضع جمهورية التشيك في المقدمة 1-0 بعد أربع دقائق. على الرغم من أن إيطاليا سجلت هدف التعادل خلال الشوط الأول، فقد تم تقليصها إلى عشرة لاعبين وسجلت جمهورية التشيك مرة أخرى قبل نهاية الشوط الأول للفوز 2-1. لعب ندفيد في مباراة المجموعة الثالثة، ضد روسيا، وتلقى بطاقته الصفراء الثانية في البطولة حيث تعادل التشيك 3-3 ليتقدموا إلى مرحلة خروج المغلوب.
بسبب الإيقاف، غاب ندفيد عن مباراة ربع النهائي لجمهورية التشيك ضد البرتغال. فاز التشيكيون في غيابه وتقدموا. في الدور نصف النهائي ضد فرنسا، اختير ندفيد أفضل لاعب في المباراة حيث تقدمت جمهورية التشيك إلى المباراة النهائية بعد ركلات الترجيح، حيث سجل ركلة الجزاء الثانية لبلاده. وخسر هو وفريق جمهورية التشيك 2-1 في المباراة النهائية أمام ألمانيا التي سجلت هدفًا ذهبيًا.

### يورو 2000
قبل يورو 2000، لم يكن ندفيد قادرًا على التدريب بشكل طبيعي بسبب إصابة في الكاحل. شهدت المباراة الأولى للتشيك (ضد هولندا) ضربه وزميله الدولي يان كولر دون تسجيل أي هدف، قبل أن يسجل الهولنديون ركلة جزاء مثيرة للجدل ليفوزوا 1-0. في المباراة الثانية، ضد فرنسا، تم ارتكاب خطأ، حيث تم تحويل النتيجة من ركلة الجزاء التشيكية بواسطة كارل بوبورسكي إلى النتيجة 1-1. على الرغم من تسديدتين على المرمى، لم يستطع ندفيد التغلب على حارس المرمى الفرنسي فابيان بارتيز وفازت فرنسا بالمباراة 2-1. ولعب في مباراة المجموعة الثالثة ضد الدنمارك. على الرغم من فوز التشيك 2-0، تم إقصاء الفريق من البطولة. بعد يورو 2000، تولى ندفيد قيادة المنتخب التشيكي بدلاً من Jiří Němec ‏.

### يورو 2004
لعب ندفيد دورًا أساسيًا في مباراة دور المجموعات يورو 2004 ضد هولندا. بهدفين بعد 19 دقيقة، أعطى الرجل أداء المباراة كما ارتد التشيك للفوز 3-2 تم إراحة تسعة لاعبين (بما في ذلك ندفيد) لمباراة المجموعة ضد ألمانيا، مع تأهل التشيك بالفعل لمرحلة خروج المغلوب. حصل على بطاقة صفراء، تم تأكيدها في الاستئناف، في مباراة ربع النهائي ضد الدنمارك. هذا يعني أن ندفيد سيغيب عن النهائي إذا تلقى بطاقة صفراء أخرى في نصف النهائي ضد اليونان. ومع ذلك، هزمت اليونان التشيك وتم استبدال ندفيد بعد إصابة في الركبة. بعد خروجهم من البطولة، أعلن ندفيد اعتزاله المنتخب الوطني؛ تم اختياره في فريق البطولة جنبًا إلى جنب مع مواطنيه بيترتش وميلان باروش.

### كأس العالم 2006
تم إقناع لاعب خط الوسط من قبل المدرب كاريل بروكنر وزملائه بالخروج من التقاعد الدولي في الوقت المناسب للتصفيات المؤهلة لكأس العالم 2006 ضد النرويج، والتي تأهلت فيها جمهورية التشيك للبطولة النهائية للمرة الأولى منذ تفكك تشيكوسلوفاكيا.  على الرغم من تعرض مشاركة ندفيد في كأس العالم للخطر بسبب إصابة في الركبة في يونيو، فقد كان قادرًا على اللعب.
فاز التشيك بالمباراة الأولى في كأس العالم 2006 بنتيجة 3-0 ضد الولايات المتحدة، ولكن أصيب لاعبون أساسيون. ثم خسروا مباراتهم التالية في المجموعة ضد غانا والفائزة في نهاية المطاف إيطاليا، واحتلوا المركز الثالث في مجموعتهم. تم إلغاء هدف ندفيد الواضح في بداية الشوط الثاني في المباراة ضد غانا بداعي التسلل. تسديداته على المرمى ضد إيطاليا أنقذها زميله في يوفنتوس جيانلويجي بوفون. أعلن ندفيد مرة أخرى اعتزاله الساحة الدولية قبل المباراة الودية في أغسطس 2006 ضد صربيا، والتي ظهر فيها رقم 91 (والأخير). رفض التراجع عن قراره قبل يورو 2008، على الرغم من طلبات زملائه وبروكنر. في 91 مباراة التي قدمها مع منتخب بلاده، سجل ندفيد 18 هدفًا.

## أسلوب اللعب

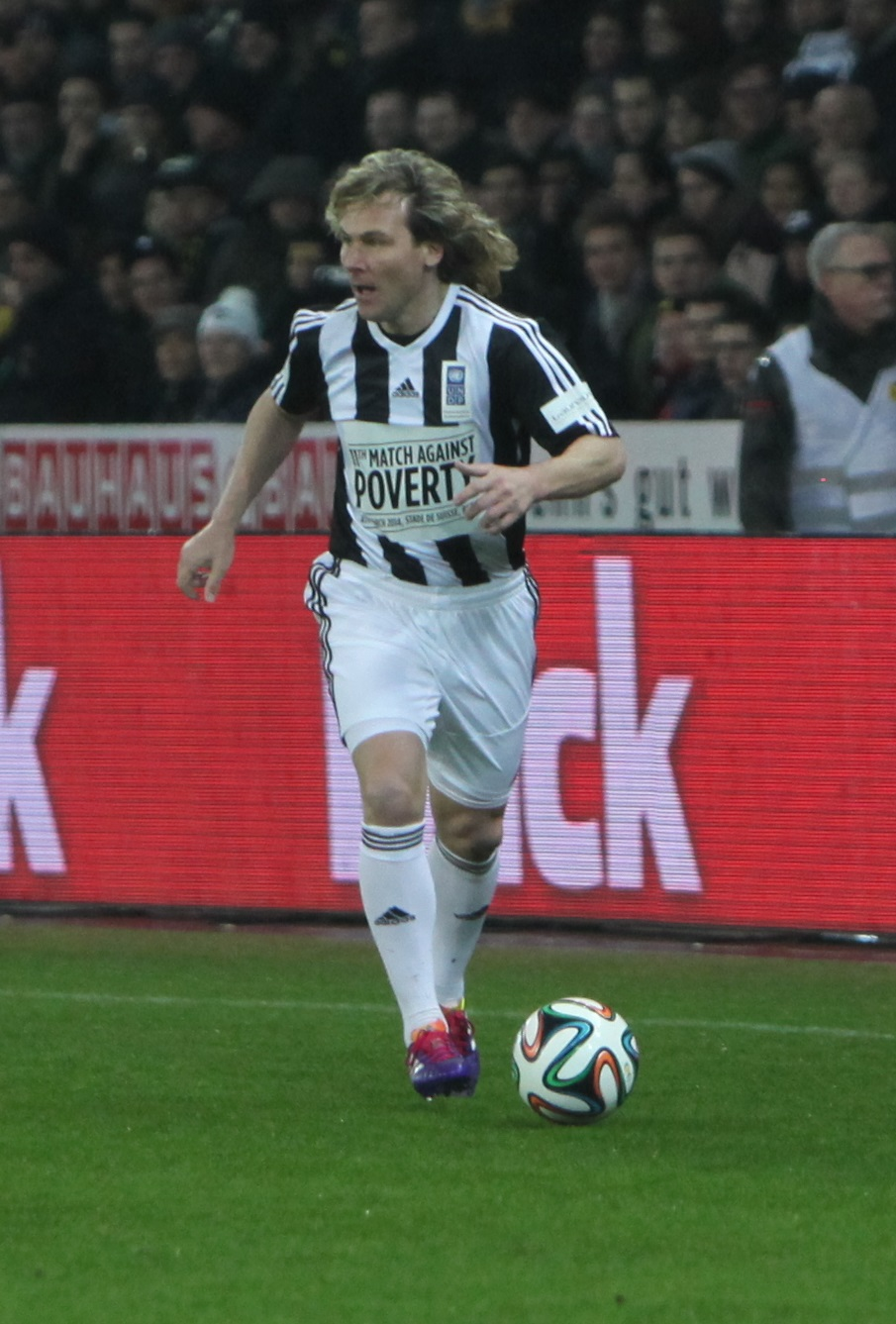
ندفيد أثناء اللعب

لاعب كامل وثابت وثابت ذو قدمين، يلعب ندفيد بشكل متكرر كلاعب خط وسط هجومي واسع الجانب  أو كجناح أيسر طوال مسيرته، بسبب قدرته العرضية بقدمه اليسرى، وكذلك بسبب قدرته على الاقتحام والتسديد بقدمه اليمنى، على الرغم من أنه كان قادرًا على اللعب في أي مكان في خط الوسط بسبب معدل عمله الدفاعي والهجومي، فضلاً عن تعدد استخداماته \، وقدرته البدنية، و القدرة على التدخل، والتي مكنته من البدء في الهجوم على المسرحيات بعد استعادة الحيازة.  تم نشره أيضًا كلاعب خط وسط في بعض الأحيان، وكذلك في خط الوسط المهاجم ودور صناعة اللعب، أو كمهاجم داعم، حيث برع كمساعد بسبب قدرته الممتازة على المراوغة والتمرير المدى والرؤية. اشتهر في المقام الأول بتسديداته القوية وكراته الهوائية من مسافة بعيدة، بالإضافة إلى قدرته على التحمل، وكان أيضًا لاعبًا ديناميكيًا، اشتُهر بسرعته وتسارعه وتحمله وتقنياته وقدرته على تسجيل الأهداف، والتي غالبًا ما رآه يحمل الكرة ويتحرك إلى الأمام من خط الوسط. لقد كان أيضًا لاعبًا دقيقًا في تنفيذ الركلات الثابتة وركلات الجزاء.
اشتهر بشعره الأشقر الطويل، مما جعله لاعبًا معروفًا للغاية على أرض الملعب، أطلق المشجعون الإيطاليون على ندفيد لقب " Furia Ceca " ("الغضب التشيكي"، وأيضًا " الغضب الأعمى " في إيطاليا)، الذي لاحظ مهارته وثباته وحيويته، بالإضافة إلى قدرته على التحمل وسرعته وقوته وتصميمه. في وسائل الإعلام الناطقة باللغة الإنجليزية، أطلق عليه اسم "المدفع التشيكي". وصفه مدربه السابق في لاتسيو، سفين جوران إريكسون، بأنه "لاعب وسط غير عادي، كامل تمامًا". على الرغم من قدرته، إلا أن أسلوب لعب ندفيد العنيدة وسجله التأديبي أدى أيضًا إلى تعرضه لانتقادات من قبل البعض في الرياضة، الذين اتهموه بالتهور المفرط في تدخلاته والتعامل مع الأرض بسهولة شديدة عند التحدي.